# Сорванцы из Тимпельбаха
«Сорванцы из Тимпельбаха» (фр. Les Enfants de Timpelbach, буквально — «Дети Тимпельбаха») — французский приключенческий фильм для зрителей среднего школьного возраста режиссёра Николя Бари, вышедший на экраны в 2008 году. Является адаптацией романа «Тимпетиль: Город без родителей» немецко-американского писателя Генри Винтерфельда, опубликованного в 1937 году.
Фильм снимался на территории Люксембурга и немецкоязычного сообщества Бельгии.

## Сюжет
Сценарий почти в точности повторяет сюжет книги.
Действие происходит в деревне Тимпельбах в неназванной горной стране Европы, предположительно Швейцарии или Люксембурге (часть надписей выполнена на немецком, часть на французском, однако дорожные указатели выполнены фантастическими нечитаемыми буквами).
Главный герой — Манфред (Рафаэль Кац), школьник примерно 9 лет. Жизнь, представляющая собой причудливую смесь патриархального уклада и костюмов конца XIX века и технологических новинок (таких, как автомобили, поезда и механическая летающая кукушка), кажется идиллией, однако в городе бесчинствует детская банда «Живодёров», подстраивающая далеко не невинные «развлечения» то над другими детьми, то над взрослыми. Взрослые не в состоянии разобраться, кто истинный виновник, и подозреваемыми в той или иной степени становятся все дети. В отчаянии взрослые решают устроить детям урок, сделав вид, что покидают город. С намерением провести сутки в лесу и вернуться, взрослые случайно забредают в соседнее государство и оказываются в тюрьме.
Тем временем дети города, увидев, что взрослые пропали, сначала радуются, что им всё позволено. Большая часть детей присоединяется к кутежу, который банда устраивает в местном баре. Меньшая часть, которую возглавляет Марианна, понимает, что нужно всерьёз озаботиться хозяйством и пропитанием. Постепенно голодные дети перебегают от «Живодёров» в группу Марианны. «Живодёры» начинают мстить.

## В ролях
- Рафаэль Катц — Манфред,
- Адель Экзаркопулос — Марианна,
- Лео Легран[фр.] — Томас,
- Жерар Депардьё — генерал из соседней страны,
- Кароль Буке — мадам Дрон,
- Армель[нем.] — учительница Корбак,
- Эрик Годон[нем.] — Штеттнер, отец главного «живодёра» Оскара,
- Батист Бетуло — Оскар Штеттнер,
- Лола Кретон — Мирей Штеттнер, сестра Оскара,
- Лео Паже[фр.] — Робер Лапуэнт,
- Терри Эденваль — Вольфганг,
- Флориан Гутьера — Луи, маленький изобретатель,
- Матьё Донн — толстяк Поль,
- Мартен Жобер[фр.] — Вилли Хак,
- Илона Башелье[фр.] — Шарлотта,
- Жюльен Дюбуа — Барнабе,
- Маркюс Виньерон — Шарль Бенц,
- Жонатан Жосс[англ.] — Жан Крёг,
- Давид Коньо — Кевин,
- Саша Леконт — Филибер,
- Тилли Мандельброт[фр.] — Эрна,
- Максим Рикье — Бобби-секретарь,
- Манон Шевалье — Марион,
- Валентина Були — Полетт,
- Талина Буайяси — Зоя,
- Ваний Ужан — Кими,
- Франсуа Дамьен — развозчик,
- Филип Ле Мерсье[фр.] — мэр,
- Стефан Биссо[фр.] — мать Манфреда,
- Орели Саада[фр.] — мадам Хак, местная «роковая женщина»,
- Одиль Матьё — мадам Крёг.